# The Face Between
The Face Between è un film muto del 1922 diretto da Bayard Veiller. La sceneggiatura di Lenore Coffee si basa su The Carterets, racconto di Justus Miles Forman di cui non si conosce la data di pubblicazione.

## Produzione
La lavorazione del film, prodotto dalla Metro Pictures Corporation, si concluse a fine novembre 1921 (il 26 novembre, Motion Picture News riportava che il regista Bayard Veiller stava completando il film che doveva chiamarsi The Phantom Bride).

## Distribuzione
Il copyright del film, richiesto dalla Metro Pictures, fu registrato il 24 aprile 1922 con il numero LP17800.

Distribuito dalla Metro Pictures Corporation, il film uscì nelle sale statunitensi il 17 aprile 1922.
Non si conoscono copie ancora esistenti della pellicola che viene considerata presumibilmente perduta.